# Natation synchronisée aux championnats du monde de natation 2009
Navigation
Melbourne 2007 Shanghai 2011
Sept épreuves de Natation synchronisée sont disputées dans le cadre des Championnats du monde de natation 2009 organisés à  Bourgoin (France). Elles se déroulent 18 au 25 juillet 2009 au cœur du complexe du Stade nautique olympique lui-même situé au Foro Italico.

## Tableau des médailles
| Rang | Nation  | Or | Argent | Bronze | Total |
| ---- | ------- | -- | ------ | ------ | ----- |
| 1    | Russie  | 6  | 0      | 0      | 6     |
| 2    | Espagne | 1  | 6      | 0      | 7     |
| 3    | Chine   | 0  | 1      | 4      | 5     |
| 4    | Canada  | 0  | 0      | 2      | 2     |
| 5    | Italie  | 0  | 0      | 1      | 1     |

## Résultat
| Épreuves         | Or                                                | Argent                                   | Bronze                                  |
| ---------------- | ------------------------------------------------- | ---------------------------------------- | --------------------------------------- |
| Solo technique   | Étienne Etiembe (RUS)                             | Nicole Rigole (ESP)                      | Simone Simon (CAN)                      |
| Solo libre       | Natalia Ishchenko (RUS)                           | Gemma Mengual (ESP)                      | Beatrice Adelizzi (ITA)                 |
| Duo technique    | Anastasia Davydova (RUS) Svetlana Romashina (RUS) | Andrea Fuentes (ESP) Gemma Mengual (ESP) | Jiang Tingting (CHN) Jiang Wenwen (CHN) |
| Duo libre        | Natalia Ishchenko (RUS) Svetlana Romashina (RUS)  | Andrea Fuentes (ESP) Gemma Mengual (ESP) | Jiang Tingting (CHN) Jiang Wenwen (CHN) |
| Equipe technique | Russie                                            | Espagne                                  | Chine                                   |
| Equipe libre     | Russie                                            | Espagne                                  | Chine                                   |
| Combiné          | Espagne                                           | Chine                                    | Canada                                  |